# Берге
Берге или Берга (на гръцки: Βέργη, Βέργα, Βεργαίο, Βέρτα) е бил гръцки град в Древна Македония, в днешната регионална единица Сяр в Северна Гърция. Намира се или на около 1,6 километра североизточно от съвременната Нигрита. или край Кешишлък (Неос Скопос).
Градът е бил разположен навътре от устието на Стримон (Струма) в района на Бисалтия, северозападно от Амфиполис, и е основан от тасосци като зависима колония и емпорион някъде през V век пр.н.е. Градът е бил член на Делоския морски съюз и според Никълъс Хамънд е бил колонизиран от 1000 атиняни. По-късни източници го наричат полис, но според Страбон това е било село на бисалтите и Птолемей пише, че е било на територията на одомантите.
Берге е богат град и сече собствени монети от 476 до 356 пр.н.е., с изображения на Силен, Силен с нимфа, шаран или квадратно кръстосване във форма на свастики и с надписи ΒΕΡΓ, ΒΕΡΓΑΙ или ΒΕΡΓΑΙΟΥ. Берге започва да губи значението си след основаването на Амфиполис, но продължава да бъде автономен град през елинистичното и римската епоха.
Това е родината на Антифан от Берге (IV век пр.н.е.), автор на книгата за чудни и невероятни неща Аписта (Ἄπιστα); заради него възниква глаголът βεργαΐζειν (на гръцки), за да обозначи разказване на невероятни истории.